# Московский ювелирный завод
Московский ювелирный завод — российское предприятие по производству ювелирных украшений из золота, платины, серебра. Специализация — украшения с бриллиантами. Производственные мощности и ограночные мастерские сосредоточены в Москве и Перми. Торговая сеть насчитывает 300 розничных магазинов.

## История завода
Датой основания завода считают 1920 год, когда группа ювелиров, работавших в мастерских П. А. Овчинникова, И. П. Хлебникова, Фаберже, организовала небольшую артель «Шомпол». В неё вошли ювелир Фирсов М., а также мастера-сканщики Ефремов И. К., Воронин А. В.
Сначала артель изготавливала украшения в технике филиграни (скани), декорировала их эмалью и зернью. В 1926 году артель преобразовали и переименовали из «Шомпола» в «Московский ювелир», а потом — в «Московский ювелирный завод». В это время артель выпускала броши, кольца, портсигары, кулоны, запонки.
В годы Великой Отечественной войны цеха предприятия переоборудовали под оружейный завод. Вновь приступить к ювелирным работам мастера смогли лишь в 1944 году. В 1947 году продукцию МЮЗ стали выставлять в качестве произведений искусства. Завод начал массово выпускать ювелирные изделия с ажурными узорами, а также драгоценными камнями. Больше всего в это время выпускали изделий из серебра и латуни.

### Послевоенный период
В 1974 году завершено строительство здания Московского ювелирного завода на улице Нагатинской, где он располагается по настоящее время.

### Девяностые годы
В девяностых МЮЗ выпускал в основном золотые украшения и почти прекратил производство изделий из серебра. В 1990 году стал частью холдинга «Руиз Даймондс», специализирующегося на добыче и огранке алмазов. В состав холдинга вошло гранильное производство «Кама-Кристалл», алмазодобывающее предприятие «Уралалмаз». Группа компаний «Руиз», в свою очередь, является частью международного холдинга Leviev Group of Companies (LGC).

### Настоящее время
В 2006 году производство переехало в Пермь. С 2009 года МЮЗ производит сертифицированные бриллианты с возможностью обратного выкупа. В 2014 году производство Московского ювелирного завода было сертифицировано по международному стандарту качества.
В мае 2021 года компания провела ребрендинг. Так предприятие приобрело новое англоязычное название — MIUZ Diamonds.

## Место на рынке
В 2014 году «Московский ювелирный завод» вошёл в рейтинг «100 независимых франшиз России».
В настоящее время производство ориентировано на российский рынок. Для создания изделий с бриллиантами МЮЗ закупает российское сырье — алмазы компании «АЛРОСА».

## Продукция
Для инкрустации ювелирных изделий используют бриллианты, сапфиры, жемчуг, топазы, агаты, кристаллы Swarovski и другие драгоценные, полудрагоценные и синтетические камни.

## Награды
- Национальная премия[13] «Марка № 1 в России» в категории «Ювелирная торговая сеть».
- Звание «Лучшая федеральная ювелирная сеть» по версии издания «Навигатор ювелирной торговли[14]».